# Oregon Caves nationalmonument

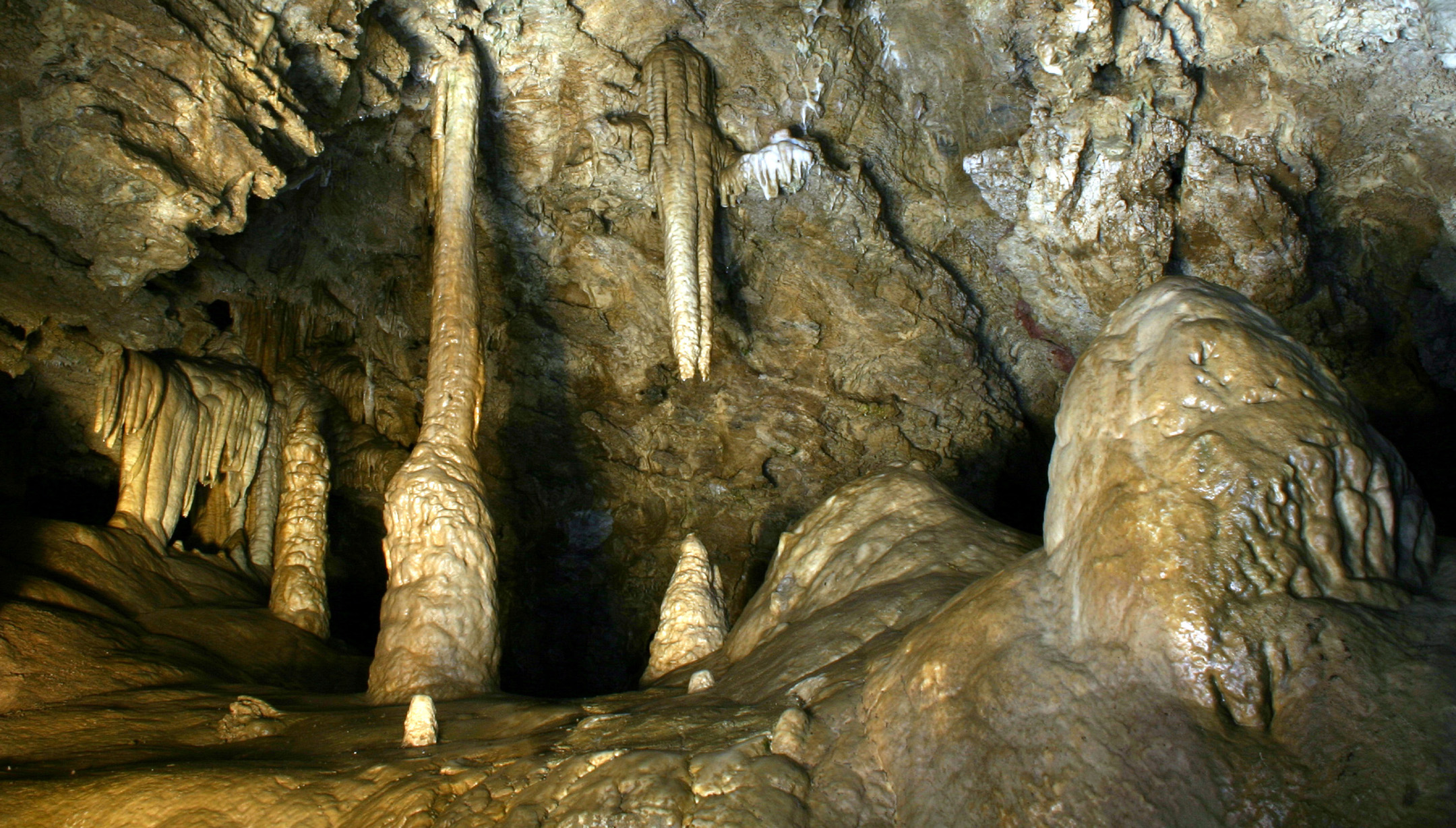
Oregon Caves nationalmonument

Oregon Caves nationalmonument ligger i delstaten Oregon i USA. Här finns en grotta med fantastiska bergsformationer. Besökt tillåts endast med guide och barn måste vara av en ålder att de klarar av att gå själva under den 90 minuter långa turen, samt förstå vikten av att inte rusa iväg på egen hand.
I området finns också natursköna skogar, vattenfall och vandringsleder.